# Puliste
Koordinaten: 58° 55′ N, 22° 57′ O
Puliste ist ein Dorf (estnisch küla) in der Landgemeinde Hiiumaa (bis 2017: Landgemeinde Pühalepa). Es liegt auf der zweitgrößten estnischen Insel Hiiumaa (deutsch Dagö).
Puliste (deutsch Hilliste) hat 13 Einwohner (Stand 31. Dezember 2011). Der Ort liegt direkt an der Ostsee.